# Jota Hydri
Jota Hydri är en gulvit underjätte i Lilla vattenormens stjärnbild.
Stjärnan har visuell magnitud +5,51 och är synlig för blotta ögat vid god seeing. Den befinner sig på ett avstånd av ungefär 95 ljusår.